# Marcin Zawół
Marcin Zawół (* 29. Mai 2002 in Kowary) ist ein polnischer Biathlet. Sein größter Erfolg ist der Gewinn der Goldmedaille bei den Olympischen Jugend-Winterspielen 2020.

## Karriere
Marcin Zawół startet für den Verein MKS Karkonosze Sporty Zimowe. Seine ersten internationalen Einsätze hatte er im Rahmen der Jugendwettbewerbe bei den Juniorenweltmeisterschaften 2019 in Brezno-Osrblie, wo er zunächst im Einzel 72. wurde. Es folgten ein 49. Platz im Sprint und daran anschließend ein 42. Platz in der Verfolgung. Gemeinsam mit Jan Guńka und Wojciech Janik auf Rang neun kam. Den Winter 2019/20 bestritt Zawół größtenteils im IBU-Junior-Cup. Dabei konnte er in den Individualrennen konstant Ergebnisse unter den besten Zwanzig und mit der polnischen Staffel unter den besten Zehn erreichen. Da aufgrund der COVID-19-Pandemie der IBU-Junior-Cup in der Saison 2020/21 abgesagt wurde, entfielen für Zawół auch Rennen auf internationalem Niveau. Er erhielt dafür auch erstmals die Chance auf Seniorenniveau zu laufen. Beim IBU-Cup am Arber wurde er unter anderem 50. im kurzen Einzel. Bei den in Obertilliach ausgetragenen Juniorenweltmeisterschaften 2020 erreichte er einen achten Platz nach fehlerfreiem Schießen in der Verfolgung, das an seinen 26. Rang im Sprint anschloss.

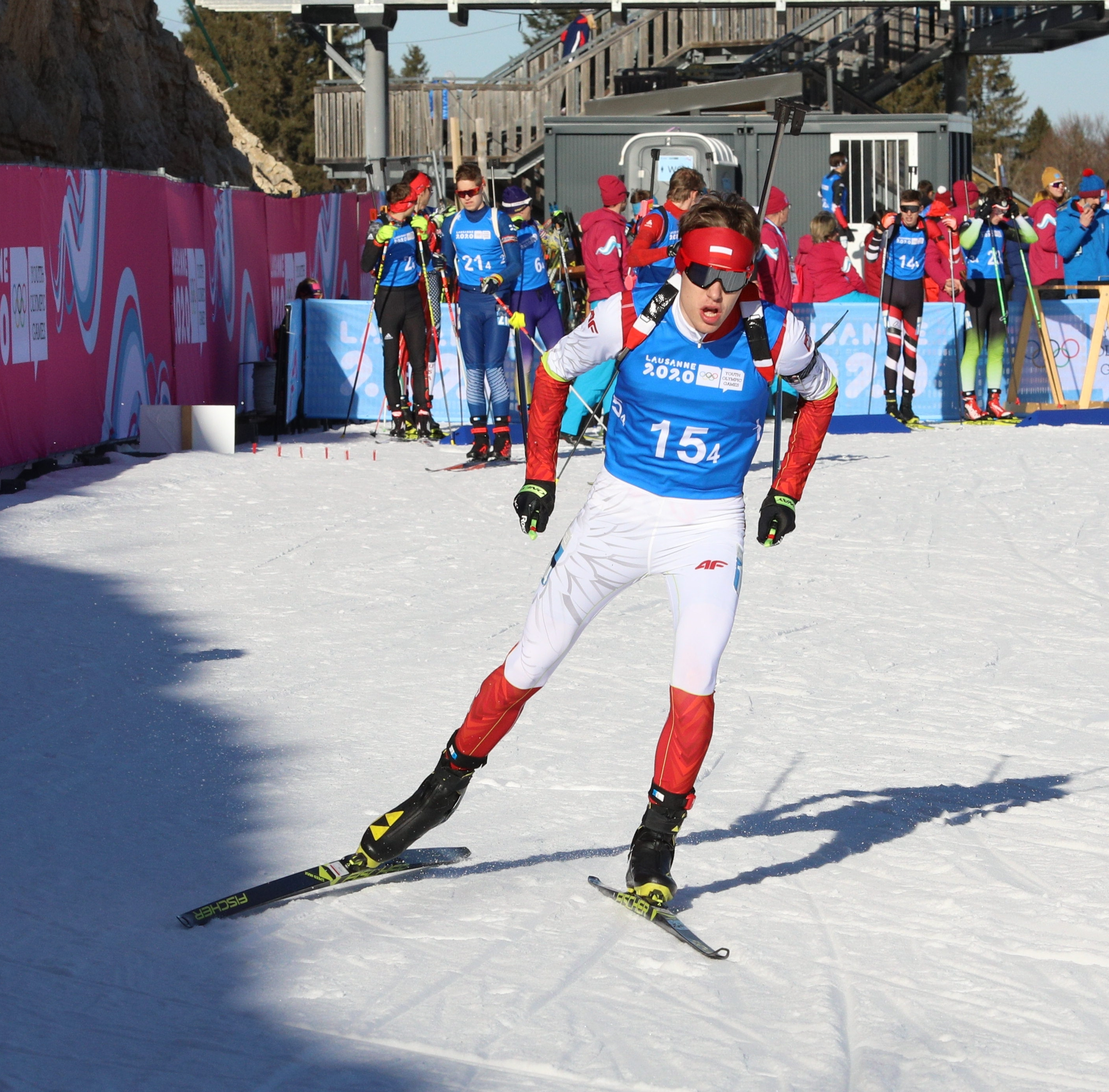
Zawół bei den Olympischen Jugendspielen 2020

Saisonhöhepunkt war aber die Teilnahme an den Olympischen Jugend-Winterspielen 2020 mit dem polnischen Team. Dabei gewann er im Sprint die Goldmedaille, was bis heute seinen größten Karriereerfolg markiert, und erreichte im Einzel einen 12. Platz. Mit der Mixed-Staffel erreichte er zudem einen 6., mit der Single-Mixed-Staffel einen 13. Platz.
Den Winter 2021/22 begann der junge Pole im wieder ausgetragenen IBU-Junior-Cup, wo er mit der Staffel zweimal gewinnen konnte und auch im Supersprint als Dritter auf dem Podest stand. Als Belohnung durfte er nach der Weihnachtspause sein Weltcupdebüt feiern. In Oberhof lief Marcin Zawół im Sprint auf den 60. Platz und erreichte so auf Anhieb die Verfolgung, in der er 55. wurde. Bis zum Saisonende konnte er sich in der Weltcupmannschaft etablieren, wobei er sich allerdings nicht gegenüber seinem 55. Platz verbessern konnte. Zudem nahm er an den Juniorenweltmeisterschaften 2022 in der USA teil, bei denen er unter anderem 22. im Einzel wurde. Die Saison 2022/23 begann er fest im Weltcup. Insbesondere in den Staffelrennen zeigte er gute Leistungen und erreichte seine ersten beiden Top-10-Resultate. Mit der Mixed-Staffel lief er auf der Pokljuka auf Rang acht und der zehnte Platz mit der Herrenstaffel in Ruhpolding bedeutete das erste Top-10-Ergebnis einer polnischen Herrenstaffel seit der Saison 2006/07.

## Leistung in den Teildisziplinen

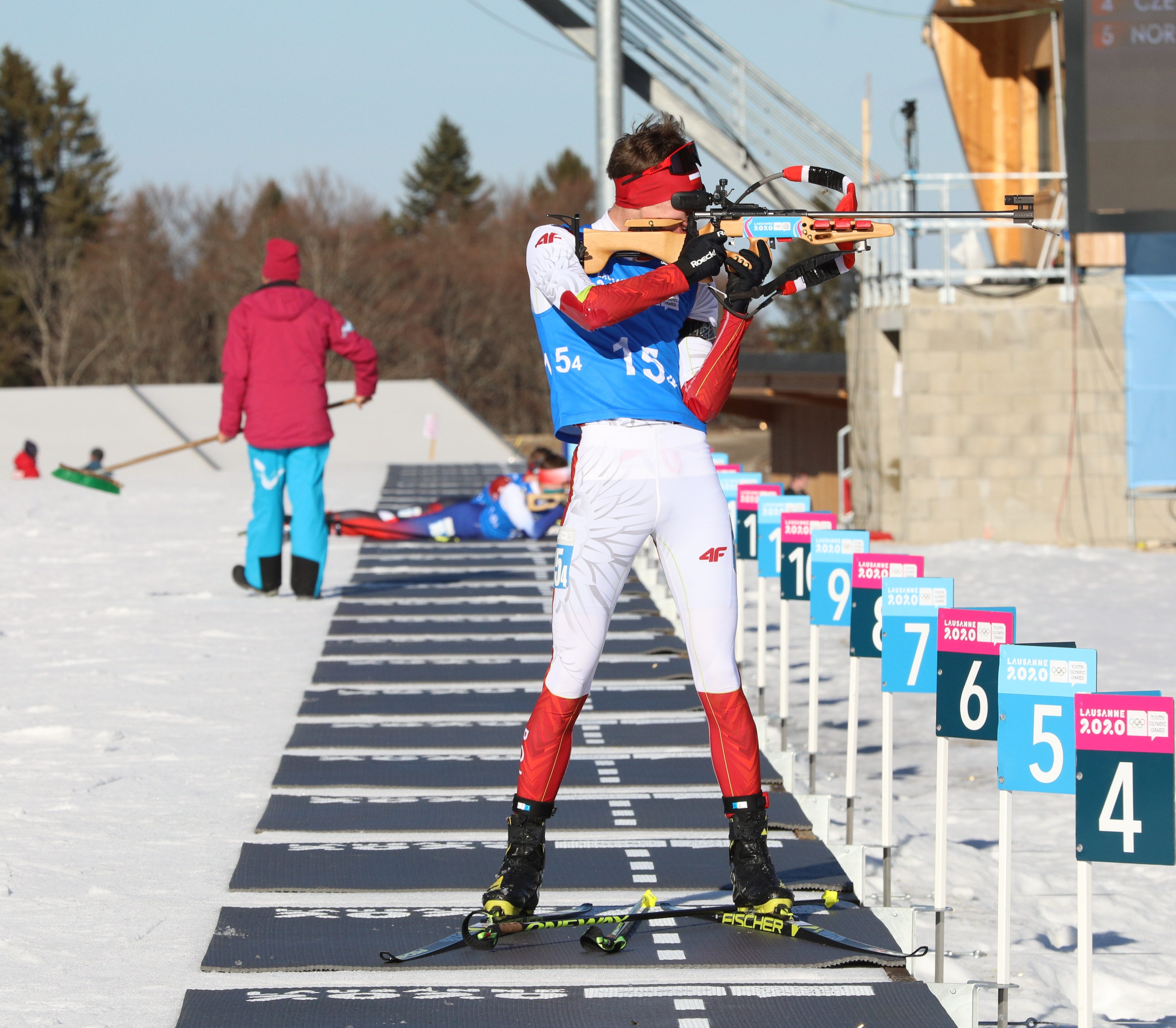
Zawół beim Stehendschießen

Zawół gilt als besserer Läufer als Schütze. Insbesondere in seiner ersten Weltcupsaison hatte er größere Probleme mit dem Stehendschießen, wo er nur eine Trefferquote von 61 % aufweisen konnte. Zum nächsten Winter 2022/23 konnte er sich in allen Teilleistungen steigern. Die Quote im Stehendschießen steigerte er um 24 Prozentpunkte auf 85 %, womit auch seine gesamte Trefferquote von 72 % auf 82 % stieg. Auch auf den Skiern konnte er seinen Rückstand auf das Mittel des Teilnehmerfeldes verringern.

## Statistik

### Platzierungen im Biathlon-Weltcup
Die Tabelle zeigt alle Platzierungen (je nach Austragungsjahr einschließlich Olympische Spiele und Weltmeisterschaften).
- 1.–3. Platz: Anzahl der Podiumsplatzierungen
- Top 10: Anzahl der Platzierungen unter den ersten zehn (einschließlich Podium)
- Punkteränge: Anzahl der Platzierungen innerhalb der Punkteränge (einschließlich Podium und Top 10)
- Starts: Anzahl gelaufener Rennen in der jeweiligen Disziplin
- Staffel: inklusive Mixed- und Single-Mixed-Staffeln

| Platzierung            | Einzel | Sprint | Verfolgung | Massenstart | Staffel | Gesamt |
| ---------------------- | ------ | ------ | ---------- | ----------- | ------- | ------ |
| 1. Platz               |        |        |            |             |         |        |
| 2. Platz               |        |        |            |             |         |        |
| 3. Platz               |        |        |            |             |         |        |
| Top 10                 |        |        |            |             | 2       | 2      |
| Punkteränge            |        |        |            |             | 9       | 9      |
| Starts                 |        | 9      | 1          |             | 9       | 19     |
| Stand: 24. Januar 2023 |        |        |            |             |         |        |

### Junioren-Weltmeisterschaften
Ergebnisse bei den Juniorenweltmeisterschaften:
|                                            | Einzelwettbewerbe | Einzelwettbewerbe | Einzelwettbewerbe | Staffelwettbewerbe | Staffelwettbewerbe |
| Sprint                                     | Verfolgung        | Einzel            | Herrenstaffel     | Mixedstaffel       |                    |
| ------------------------------------------ | ----------------- | ----------------- | ----------------- | ------------------ | ------------------ |
| Weltmeisterschaften 2022 \| Soldier Hollow | 41.               | 37.               | 22.               | –                  | –                  |

Außerdem nahm Zawół im Rahmen der Junioren-Weltmeisterschaften 2019, 2020 und 2021 an den Jugendwettbewerben teil, die hier nicht aufgeführt sind. Gleiches gilt für seine Teilnahme an den Olympischen Jugend-Winterspielen 2020.